# Wellingtons Sieg

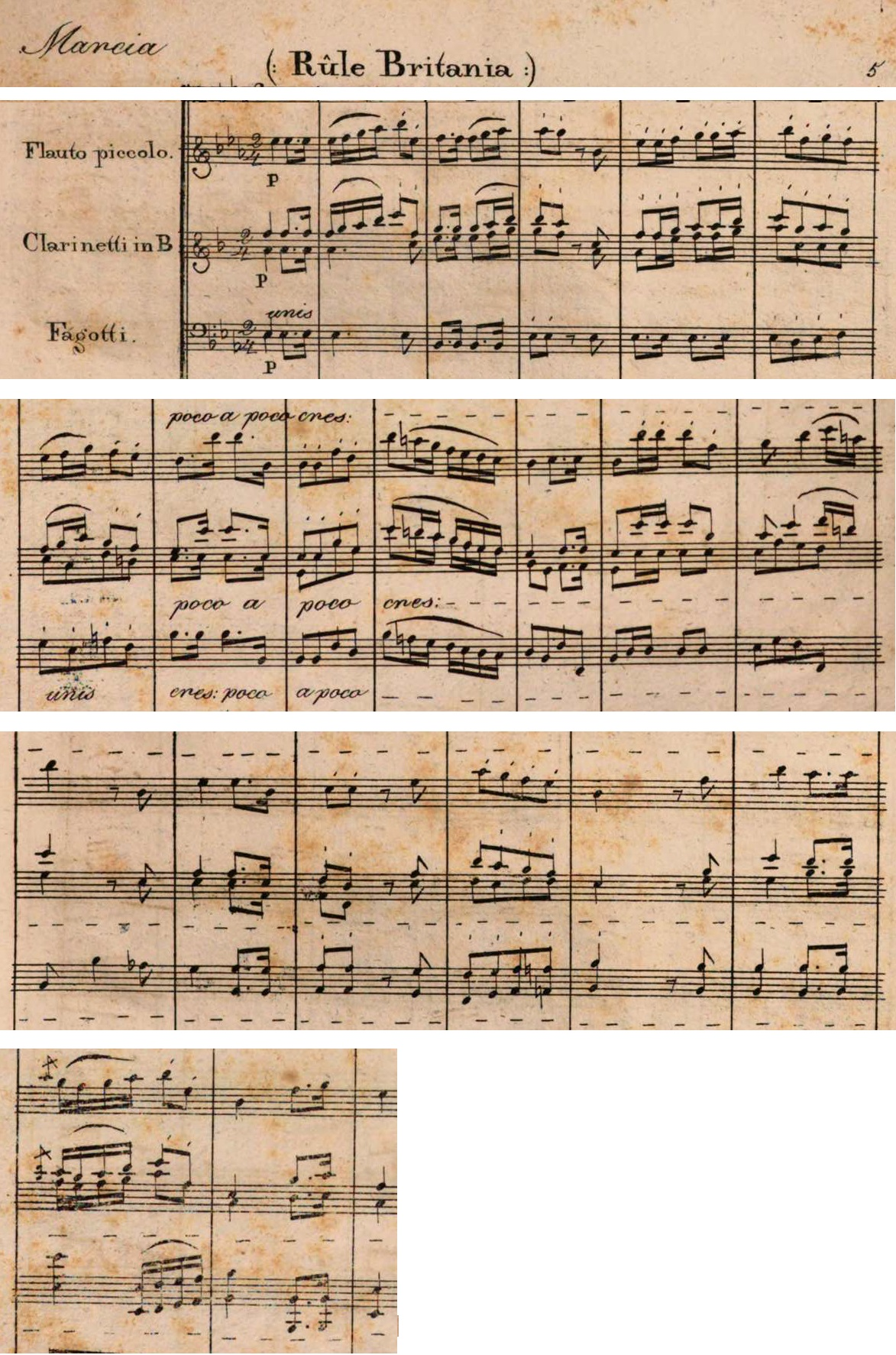
Wellingtons Sieg:
Rule, Britannia

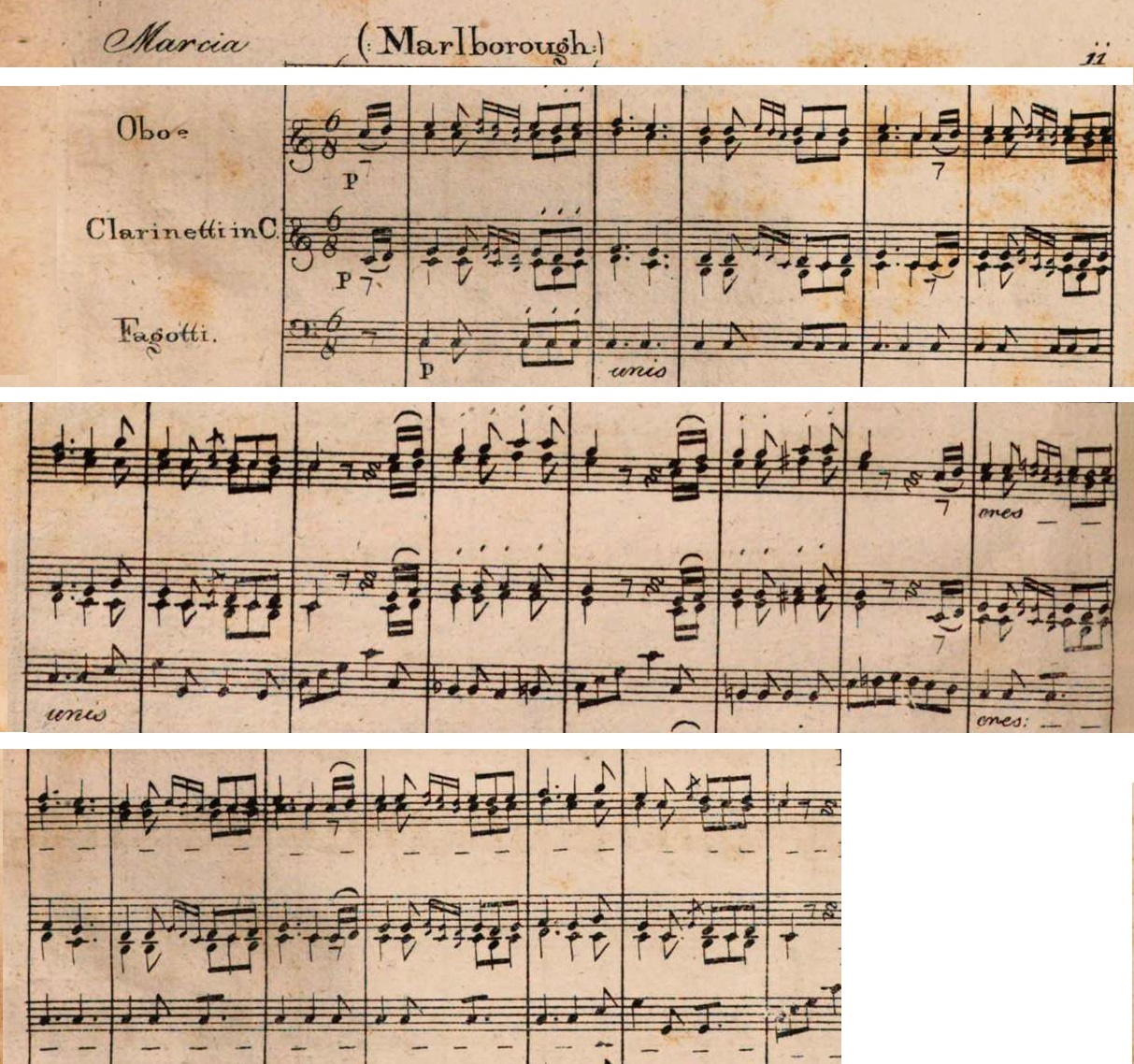
Malbrough s'en va-t-en guerre

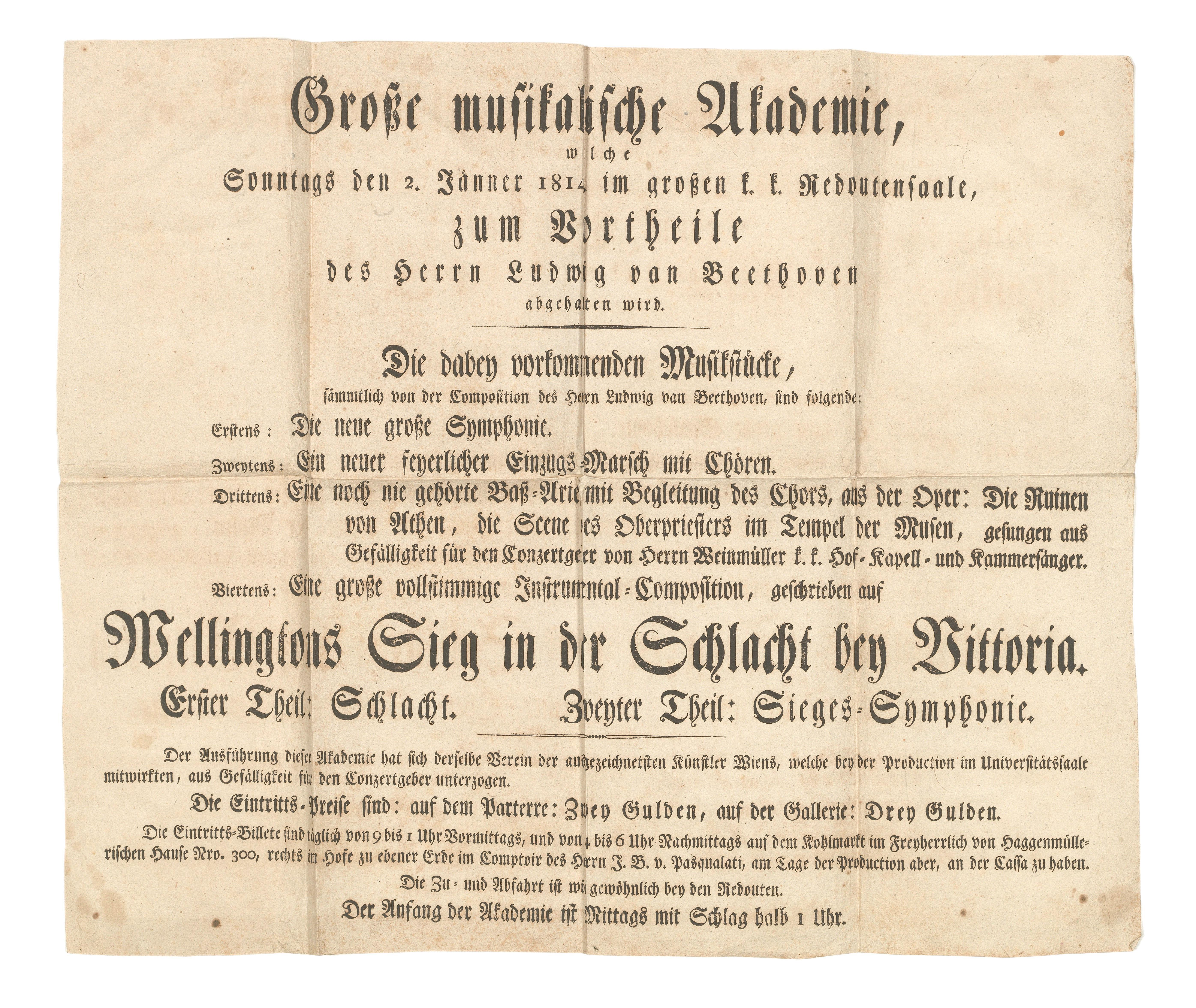
Anschlagplakat für Beethovens Musikalische Akademie am 2. Jänner 1814 im Großen Redoutensaal der Wiener Hofburg

Wellingtons Sieg oder die Schlacht bei Vittoria op. 91 ist ein Orchesterwerk von Ludwig van Beethoven.

## Geschichte
Ludwig van Beethoven komponierte das sinfonische Schlachtengemälde anlässlich der Schlacht von Vitoria (Beethoven schreibt: Vittoria), die am 21. Juni 1813 bei Vitoria-Gasteiz im Baskenland stattfand und in der Briten und Franzosen einander gegenüberstanden.
Die Anregung für die Komposition erhielt Beethoven von Johann Nepomuk Mälzel, der ein wirkungsvolles Musikstück für sein mechanisches Panharmonikon suchte, mit dem er in den europäischen Hauptstädten auf Tournee gehen wollte. Nachdem Beethoven die Komposition im Oktober 1813 beendet hatte, kam Mälzel mit dem weiteren Vorschlag, das Werk auch noch für großes Orchester zu bearbeiten. Mit einigen Konzerten in dieser Form sollte zunächst Geld für die geplante Tournee gesammelt werden, denn Mälzels finanzielle Mittel waren erschöpft.
Das Werk wurde vom Publikum begeistert aufgenommen, anders als viele von Beethovens Sinfonien oder Instrumentalkonzerten. Die Uraufführung am 8. Dezember 1813 in Wien war ein Spektakel, bei dem alle großen Komponisten Wiens mitwirkten: Antonio Salieri war einer der beiden Dirigenten, Giacomo Meyerbeer und Ignaz Moscheles spielten im riesigen Orchester mit, das durch zahlreiches Schlagzeug unterstützt wurde. Beethoven hatte die musikalische Gesamtleitung.
Das Stück beginnt mit Trommelwirbeln und verarbeitet dann das britische patriotische Lied Rule, Britannia! sowie das französische Volkslied Malbrough s’en va-t-en guerre. Am Ende ist die britische Nationalhymne God Save the King zu hören – Großbritannien triumphiert über Napoleon. Das Stück war so erfolgreich, dass es nach der Uraufführung mehrere Male wiederholt werden musste.

## Gliederung des Werks
Erste Abteilung: Schlacht
- Trommeln und Trompeten an der englischen Seite
- Marcia: Rule Britania
- Trommeln und Trompeten an der französischen Seite
- Marcia: Marlborough
- Trompete an der französischen Seite: Aufforderung
- Trompete an der englischen Seite: Gegenruf
- Schlacht. Allegro
- Sturm-Marsch. Allegro assai

Zweite Abteilung: Sieges-Sinfonie
- Intrada: Allegro ma non troppo
- Allegro con brio
- Andante grazioso
- Tempo I
- Tempo di minuetto moderato
- Allegro